# الكتابة المذهبية

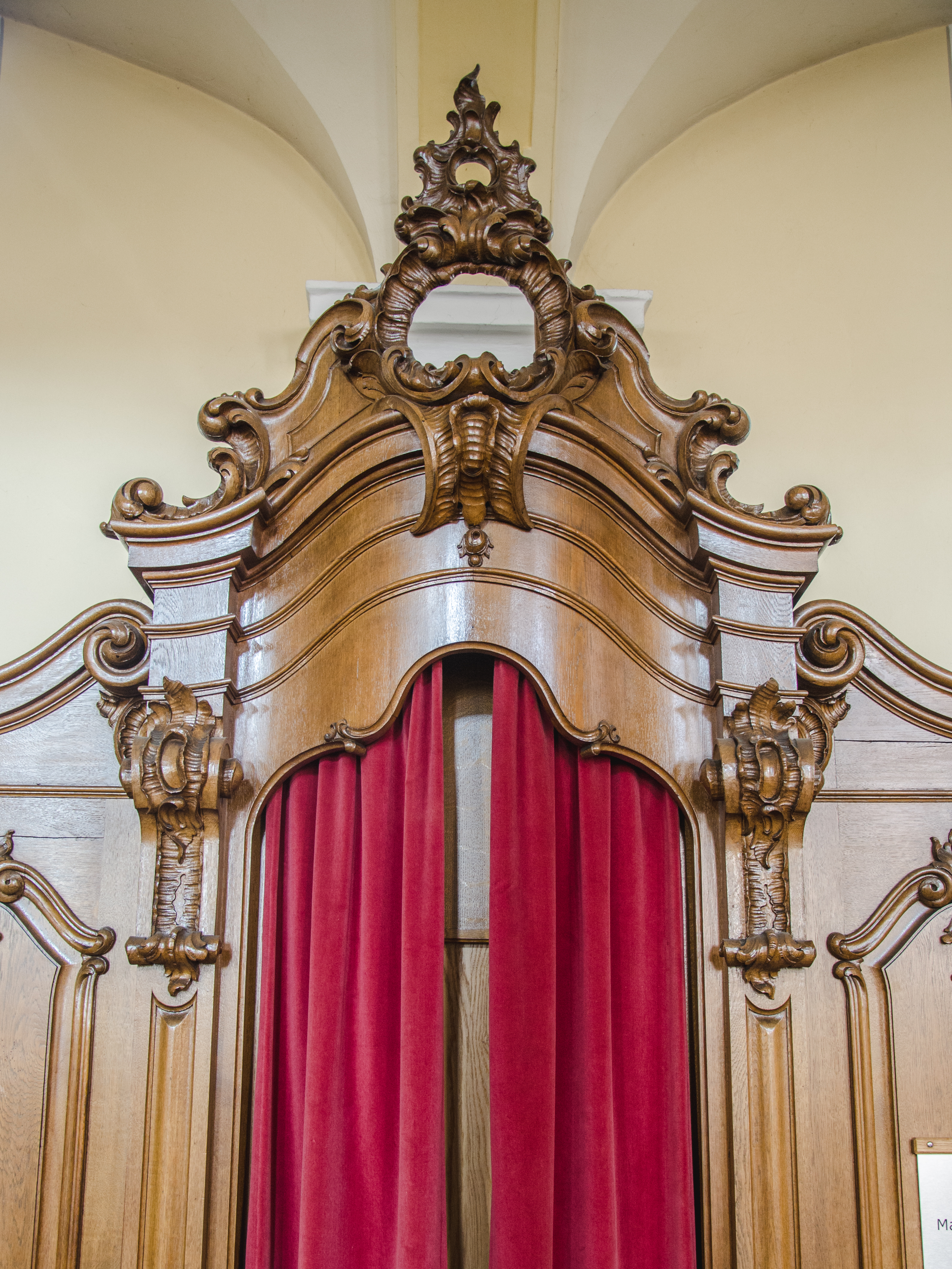
الكتابة المذهبية

الكتابة المذهبية أسلوبٌ ينطلق من منظور الشخص الأول، وغالبًا ما تُقَدم على شكل مذكرات مستمرة أو رسائل تتميز بالكشف عن دوافع شخص عميق. في أصله اللغوي فإنّ المصطلح اشُتّق من كلمة الأعتراف :إذ لا يسرد الكاتب فقط سيرة حياته الذاتية بل يعترف بخطاياه أيضاً. ومن بين الأمثلة السابقة : اعترافات القديس أوغسطين، لربما كانت سيرته أول سيرة ذاتية في أوروبا الغربية. وفي هذه السيرة، لم يسرد فقط أحداث حياته بل ناضل بين معانيها وأهميتها . كما هو الحال في المقطع عندما حاول أن يفهم لماذا سرق الكمثرى مع الأصدقاء وتبين أنه ليس لأكلها بل للتخص منها.
مع ظهور مجلة القصة الحقيقة في عام 1919م وتقليدها، تم إنشاء المجلة الاعترافية (أو الرومانسية) التي تحتوي على مثل هذه القصص . وبشكل أساسي، كانت مجلات الاعتراف هذه موجهة إلى جمهور النساء من الطبقة العاملة، إذ تم وصف صيغتها على أنها : «معاناة الخطيئة من التوبة» ، فالبطلة تنتهك معايير السلوك، وتعاني نتيجة لذلك، وتتعلم درسها وتقرر أن تعيش في ضوء ذلك، ولا تشعر بالمرارة من ألمها.